# Usine Ruby
L'Usine Ruby est une ancienne fabrique de tissus et de produits hygiéniques qui fut active de 1897 à 1993 sur le territoire de la commune de Voiron dans le département français de l'Isère en région Auvergne-Rhône-Alpes. 
Elle témoigne d'une grande partie de l'histoire industrielle de la France, du développement des soierie dans la région lyonnaise, de l’exploitation de la main d’œuvre rurale féminine jusqu'à la désindustrialisation à partir des années 70.

## Dimension et emplacement
L'ancienne usine Ruby est construite en bordure de la Morge, un cours d'eau situé au sud de la commune de Voiron, à la fin des années 1860. Le bâtiment mesure 24m de long, 12m de large et comporte 2 étages en plus d’un dortoir sous les combles. Elle est équipée d’une roue hydraulique qui permettait d’alimenter en électricité les métiers à tisser.

## Histoire

### L'usine durant l'époque Pochoy
L’établissement fonctionnait selon le principe « d’usine-pensionnat ». Des jeunes femmes venant du monde rural étaient embauchées à 12 ou 13 ans, après avoir passé un certificat d’études en restant internes jusqu’à 16 ans et souvent au-delà. En dehors des heures de travail, elles étaient encadrées par des religieuses. La vie des pensionnaires est rythmée par le travail, les repas au réfectoire, les prières et les offices. La chapelle Saint-Joseph est construite en plein cœur du quartier ouvrier de Paviot. À la suite de la crise de l’industrie de la soie en 1877 et la crise générale des pays occidentaux de 1873 à 1896, l’usine rencontre de nombreuses difficultés financières. En 1877, en raison de mauvaises récoltes, les fabricants durent acheter leur stock au prix fort. Face à la hausse des prix, la demande et l’offre s’effondrèrent. De nombreuses grèves éclatèrent notamment en 1876, 1882 et 1890. Claude Pochoy meurt en 1895 et Joseph meurt en 1897 laissant un grand nombre de dettes et des enfants trop jeunes pour reprendre la succession. Le 5 juin 1897, une difficulté supplémentaire s’ajouta, une catastrophe frappa la ville de Voiron. Le niveau de la Morge monta de 6 à 8m, dégradant l’usine. La femme de Joseph Pochoy dut vendre l’usine et la maison familiale.

### La naissance de l'usine Ruby (1897-1913)
Louis et Joseph Ruby acquièrent l’usine Pochoy fin 1897. Elle employait à cette époque 300 personnes. Les frères Ruby sont issus d’une riche famille lyonnaise ayant fait fortune dans le commerce de la soie. L’usine était en état de marche et ils conservèrent le système d’« usine pensionnat ». Quelques années après leur arrivée, les propriétaires durent faire face à un grand mouvement social en 1906. Il s'agit d'une grève qui toucha toutes les fabriques de la commune de Voiron et attendra son paroxysme[Quoi ?] le 1er mai et par extension le sud de l’Isère. Cette manifestation fut organisée par la Confédération générale du travail dont la revendication essentielle était la journée de 8h. La grève dura de février à juin. La syndicaliste Lucie Baud livra un témoignage de la situation des pensionnaire de Ruby :
« Il faut citer aussi l’usine Ruby, à Paviot. Il est vrai qu’ici il s’agit d’orphelines, recrutées par le trop célèbre abbé Santol, de Paris. Une fois amenées dans le bagne, ces jeunes filles ont bien des chances de n’en sortir jamais. »

### L’usine durant les deux Guerres mondiales
On ne sait pas précisément si l’usine a continué ses activités pendant la Première Guerre mondiale même si l'on peut en venir à supposer que la demande de produit de soin a pu s'accroitre pour les soldats. Nous n’avons qu’un trace d’un télégramme daté de 1914 demandant de livrer 100 kilos de coton à la municipalité de Grenoble. Mais le début de la Seconde Guerre mondiale fut une difficulté pour l’entreprise. Le 24 juin 1940, en début d’après-midi, des obus s’abattirent sur le quartier. Les habitants se réfugièrent sous les 3 abris de l’usine. Une femme fut tuée, il y eut beaucoup de blessés graves. Le bâtiment principale s’effondra. Le toit du laboratoire de stérilisation aussi. Le local qui réunissait des matières premières comme de l’éther, de l’alcool, du coton, du gaz… prit feu et déclencha un incendie. Les travaux de reconstruction s’entreprennent quelques plus tard[Quoi ?]. En septembre 1940, les travaux de déblaiements furent terminés. En octobre le blanchiment fut lui aussi terminé[Quoi ?]. En mai 1941, la reconstruction est terminée et le montage des machines progresse rapidement. La reconstruction a notamment permis l’amélioration des bâtiments avec l’ajout d’ateliers plus clairs et aérés, des vestiaires et de nouveaux WC plus nombreux et accessibles.

### La forte croissance des années (1950-1968)
Au sortir de la guerre, l’activité de l’usine resta restreinte encore un temps. C’est à partir des années 1950 que la société Ruby entama une grande période de prospérité : 370 personnes travaillaient sur le site. Cette période de prospérité se traduit par une grande diversification des produits. Le chiffre d’affaires de la société fut en progression constante de 1950 à 1959 où il atteint 1,582 millions de francs.

### L’intégration au groupe l’Oréal (1968-1978)
Dans les années soixante, la concurrence sur les produits infantiles et féminins était de plus en plus rude. Pour pallier cela, des fabrications peu rentables sont abandonnées, en particulier les produits destinés aux soins médicaux : bande plâtrés, sparadrap, ligatures chirurgicales. La Société Ruby espérait mieux pénétrer le marché de la grande distribution, florissant à cette époque. Le groupe L’Oréal espérait quant à lui, développer son offre hors des produits cosmétiques vers les produits d’hygiène infantiles et féminins. Ainsi, le 18 novembre 1968, le groupe L'Oréal se rend acquéreur de 80 % des actions de la société Ruby et de ses filiales, le Laboratoire Ruby et le Laboratoire Hymo. Dans la première moitié des années 1970, la recentralisation de l’offre vers des produits d’hygiène infantiles et féminins se poursuit avec l’abandon du blanchiment, du cadrage et du centrage de tissus. Ruby était une pionnière dans l’innovation de la couche jetable. Le principal concurrent était Pampers qui possédait des moyens plus importants, gagnant le monopole du marché. La fusion avec l’Oréal entraina beaucoup de restructuration. Entre autres, la société Hymo qui assurait les produits d’hygiène féminine et infantile auprès de toute la clientèle hors pharmacie fusionne avec Chiminter à Tours. Ils vendaient des produits d’hygiènes féminins produits à Voiron sous les marques Nett, Nettina et Kotydia. Les nouvelles normes de pollution[Quoi ?] obligent l’usine Ruby à abandonner des productions traditionnelles de gaze en 1971 et de coton hydrophile en 1978. Ces derniers sont ont un coût environnemental de fabrication très élevé. Leur fabrication nécessite des produits tels que de l’acide ou de la soude. Continuer cette production aurait nécessité l’installation d’une station d’épuration.

### D’une période difficile au rachat par Johnson et Johnson (1978-1993)
À l’aube des années 80, un bilan pessimiste est dressé pour la société. Entre autres : une importante perte dans l’année 1979 qui risque de s’accentuer durant l’année suivante, une chute des produits féminins et infantiles, une tendance encore plus forte chez les pansements et les produits pharmaceutiques. Pour y remédier, d’importants plans sociaux sont mis en œuvre. Comme entre 1980-1981, de nombreux licenciements à motif économique sont envisagés pour les personnes de moins de 56 ans 6 mois, qui continueront de garder leurs ressources grâce aux ASSEDIC Ste Ruby[Quoi ?]. Une reconversion de l’offre vers des produits d’hygiène féminine est aussi mise en place afin de garder des parts de marché. Cependant, le marché reste saturé et la pression exercée par la grande distribution ne permet pas d’augmenter les prix pour compenser la hausses des coûts des matières premières. En 1987, l’usine doit faire face à une pression sur les prix et à une stagnation des volumes. La société est contrainte de rechercher tous les gains de productivité possibles. 
Une dernière difficulté vient s’ajouter, le marché unique en 1992, qui ouvrit la concurrence aux produits européens. Le 1er juillet 1989, l’Oréal cède l’établissement le Ruby au groupe américain Johnson & Johnson afin de se reconcentrer exclusivement sur les produits pharmaceutiques et cosmétiques. Voiron devient le second point de production français du groupe Johnson et Johnson après Sézanne dans la Marne. En octobre 1993, l’ensemble de la production transféré vers la première usine de Sézanne malgré les protestations du personnel, des élus locaux et de la population, fermant définitivement les porte de l’usine.  Aujourd'hui l'usine est en friche, elle se détériore de jour en jour. Le bâtiment a notamment pris feu en 2015.